# Géza Andreas von Geyr
Géza Andreas von Geyr (ur. 1962 w Monachium) – niemiecki politolog i dyplomata, od 2025 sekretarz stanu w Federalnym Ministerstwie Spraw Zagranicznych.

## Życiorys
Po odbyciu służby wojskowej w 1981 roku rozpoczął studia z zakresu historii nowożytnej, historii starożytnej oraz nauk o komunikacji w Monachium, Budapeszcie i Wiedniu, które zakończył uzyskaniem tytułu doktora nauk humanistycznych. Następnie studiował nauki polityczne w Monachium i Waszyngtonie, uzyskując dyplom politologa.
W 1991 wstąpił do niemieckiej służby zagranicznej. Początkowo pracował w Dyrekcji Politycznej Federalnego Ministerstwa Spraw Zagranicznych, a następnie jako kierownik działu prawnego, konsularnego i kulturalnego w ambasadzie Niemiec w Rabacie (1994). W 1997 został oddelegowany do Dyrekcji Generalnej ds. Stosunków Zewnętrznych Komisji Europejskiej w Brukseli, a w 2000 rozpoczął pracę jako referent w Dyrekcji Generalnej ds. Europy w Federalnym Ministerstwie Spraw Zagranicznych. W 2001 przeszedł do Bundestagu jako pracownik frakcji CDU/CSU, gdzie współpracował z grupą roboczą ds. polityki zagranicznej oraz z biurem wiceprzewodniczącego frakcji ds. spraw zagranicznych, obrony i Europy – Wolfganga Schäublego.
Od 2006 kierował wydziałem ds. polityki zagranicznej i bezpieczeństwa w Urzędzie Kanclerskim. W 2010 został wiceprezesem Federalnej Służby Wywiadowczej, a od 2014 pełnił funkcję dyrektora politycznego w Federalnym Ministerstwie Obrony. W 2019 objął stanowisko ambasadora Niemiec w Moskwie, a w 2023 został stałym przedstawicielem Niemiec przy NATO.
W maju 2025 został powołany na stanowisko sekretarza stanu w Federalnym Ministerstwie Spraw Zagranicznych. 